# Đắk R'lấp
Đắk R'lấp (tiếng địa phương: "Dak R'lap", đọc là /đắc-rờ-lấp/) là một huyện thuộc tỉnh Đắk Nông, Việt Nam.

## Địa lý
Huyện Đắk R'lấp nằm ở phía tây nam tỉnh Đắk Nông, cách thành phố Gia Nghĩa 24 km, cách Thành phố Hồ Chí Minh 230 km theo Quốc lộ 14, có vị trí địa lý:
- Phía đông giáp thành phố Gia Nghĩa
- Phía tây giáp huyện Bù Đăng, tỉnh Bình Phước
- Phía nam giáp huyện Bảo Lâm và huyện Đạ Huoai, tỉnh Lâm Đồng với ranh giới là sông Đồng Nai
- Phía bắc giáp huyện Tuy Đức.

Huyện Đăk R'lấp diện tích 635,84 km², dân số 83.555 người, mật độ dân số trung bình 131 người/km².

## Hành chính
Đắk R'Lấp có 11 đơn vị hành chính cấp xã trực thuộc, bao gồm thị trấn Kiến Đức (huyện lỵ) và 10 xã: Đắk Ru, Đắk Sin, Đắk Wer, Đạo Nghĩa, Hưng Bình, Kiến Thành, Nghĩa Thắng, Nhân Cơ, Nhân Đạo, Quảng Tín.

## Lịch sử
Huyện Đắk R'lấp được thành lập ngày 22 tháng 2 năm 1986 trên cơ sở tách 4 xã: Đạo Nghĩa, Quảng Tân, Quảng Tín và Quảng Trực với 163.250 ha diện tích tự nhiên và 8,710 nhân khẩu của huyện Đắk Nông cũ.. Khi mới thành lập, huyện trực thuộc tỉnh Đắk Lắk với 4 xã nói trên.
Trong giai đoạn 1988-1994, huyện thành lập thêm 5 xã: Đắk Buk So, Đắk R'Tih, Đắk Sin, Kiến Đức và Nhân Cơ.
Ngày 27 tháng 7 năm 1999, Chỉnh phủ ban hành Nghị định 61/1999/NĐ-CP. Theo đó:
- Thành lập thị trấn Kiến Đức-thị trấn huyện lỵ huyện Đắk R'Lấp trên cơ sở 1.560 ha diện tích tự nhiên và 4.574 nhân khẩu của xã Kiến Đức.
- Xã Kiến Đức (sau khi đổi tên thành xã Kiến Thành) có 4.370 ha diện tích tự nhiên và 3.721 nhân khẩu.

Ngày 31 tháng 12 năm 2002, thành lập xã Nhân Đạo trên cơ sở 6.500 ha diện tích tự nhiên và 4.051 người của xã Đạo Nghĩa.
Ngày 29 tháng 8 năm 2003, thành lập xã Đắk Ru trên cơ sở 8.969 ha diện tích tự nhiên và 6.537 người của xã Quảng Tín.
Ngày 26 tháng 11 năm 2003, Quốc hội ban hành Nghị quyết 22/2003/QH11 chia tỉnh Đắk Lắk thành 2 tỉnh: Đắk Lắk và Đắk Nông, huyện Đắk R'lấp thuộc tỉnh Đắk Nông.
Ngày 6 tháng 6 năm 2005, thành lập xã Đắk Wer trên cơ sở 4.572 ha diện tích tự nhiên và 6.078 người của xã Nhân Cơ.
Ngày 22 tháng 11 năm 2006, Chính phủ ban hành Nghị định số 142/2006/NĐ-CP. Theo đó:
- Thành lập xã Đắk Ngo trên cơ sở điều chỉnh 2.249 ha diện tích tự nhiên của xã Đắk Ru và 14.537 ha diện tích tự nhiên với 3.029 người của xã Quảng Tín, xã Đắk Ngo có 16.786 ha diện tích tự nhiên và 3.029 nhân khẩu.
- Thành lập xã Nghĩa Thắng trên cơ sở điều chỉnh 4.910 ha diện tích tự nhiên và 6.762 người của xã Đạo Nghĩa.
- Thành lập xã Quảng Tâm trên cơ sở 3.088 ha diện tích tự nhiên và 680 người của xã Đắk R'Tih; 3.907 ha diện tích tự nhiên và 2.348 người của xã Đắk Buk So.
- Thành lập huyện Tuy Đức trên cơ sở điều chỉnh 112.327 ha diện tích tự nhiên và 23.238 nhân khẩu của huyện Đắk R'Lấp (gồm toàn bộ diện tích tự nhiên và dân số của 6 xã: Đắk Buk So, Đắk Ngo, Đắk R'Tih, Quảng Tâm, Quảng Tân và Quảng Trực).

Huyện Đắk R'lấp còn lại 63.420 ha diện tích tự nhiên và 65.075 nhân khẩu với 10 đơn vị hành chính cấp xã, bao gồm thị trấn Kiến Đức và 9 xã: Đắk Ru, Đắk Sin, Đắk Wer, Đạo Nghĩa, Kiến Thành, Nghĩa Thắng, Nhân Cơ, Nhân Đạo, Quảng Tín.
Ngày 18 tháng 10 năm 2007, thành lập xã Hưng Bình trên cơ sở 8.892 ha diện tích tự nhiên và 3.465 người của xã Đắk Sin.
Huyện Đắk R'lấp có 63.420 ha diện tích tự nhiên và 65.540 nhân khẩu với 11 đơn vị hành chính cấp xã, bao gồm thị trấn Kiến Đức và 10 xã: Đắk Wer, Nhân Cơ, Đạo Nghĩa, Nghĩa Thắng, Nhân Đạo, Kiến Thành, Đắk Ru, Quảng Tín, Đắk Sin, Hưng Bình giữ ổn định cho đến nay.
Ngày 30 tháng 6 năm 2015, Bộ Xây dựng ban hành Quyết định 799/QĐ-BXD về việc công nhận đô thị Kiến Đức là đô thị loại IV.

## Kinh tế
Giá trị sản xuất theo giá cố định năm 2011 so với năm 1994 đạt 1.709 tỷ đồng, trong đó công nghiệp - xây dựng: 333 tỷ đồng chiếm 19,5%, nông lâm nghiệp ngư nghiệp 1.002, 8 tỷ đồng chiếm 58,6%, dịch vụ 373 tỷ đồng, chiếm 21,9%, thu nhập bình quân 19,2 triệu đồng/người/năm,...
Có khu công nghiệp Nhân Cơ (xã Nhân Cơ) có diện tích 95ha, vốn đầu tư xây dựng cơ sở hạ tầng 261 tỷ đồng tính đến năm 2009. Có nhiều công trình khác đang thi công như: Nhà máy luyện nhôm Trần Hồng Quân, các khu trung tâm thương mại, bệnh viện, khu du lịch nghỉ dưỡng đã và đang được đầu tư xây dựng.

## Hình ảnh

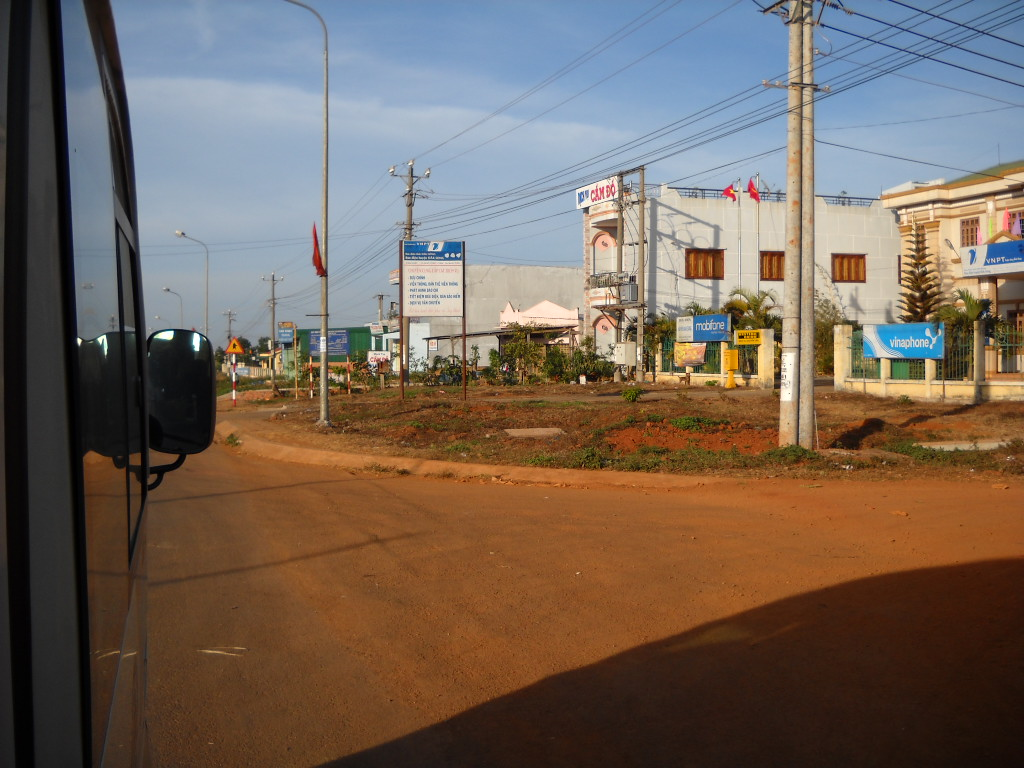
TT.Kiến Đức, Đắk Nông
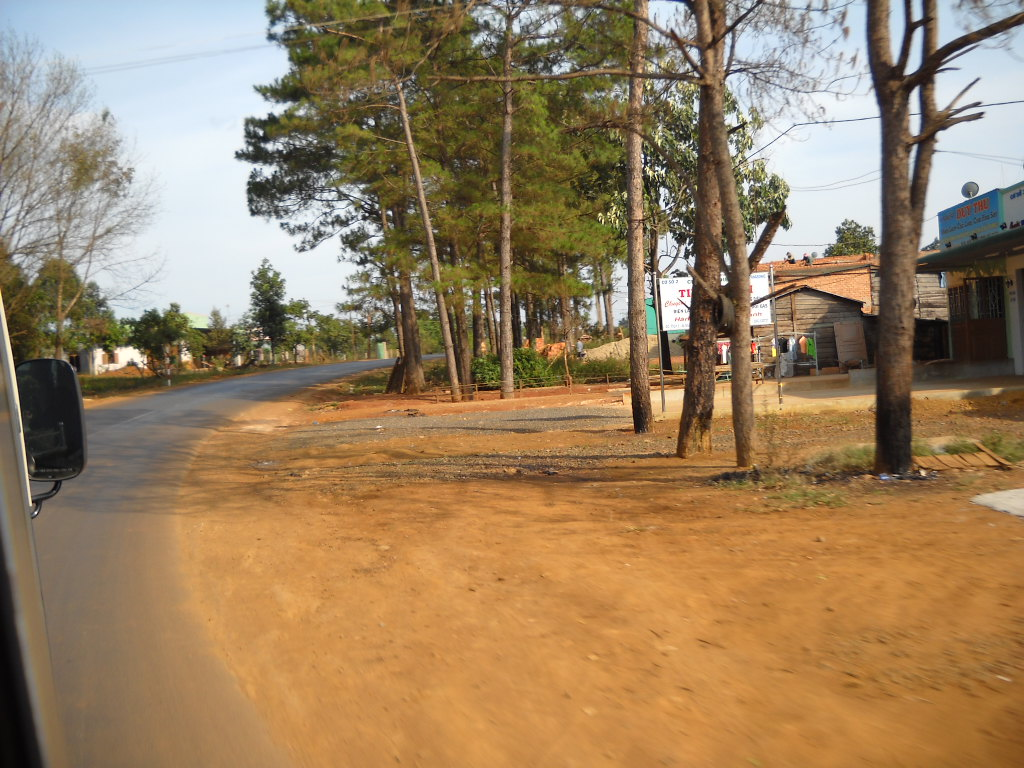
Xã Nhân Cơ, Đắk R'Lấp, Đắk Nông
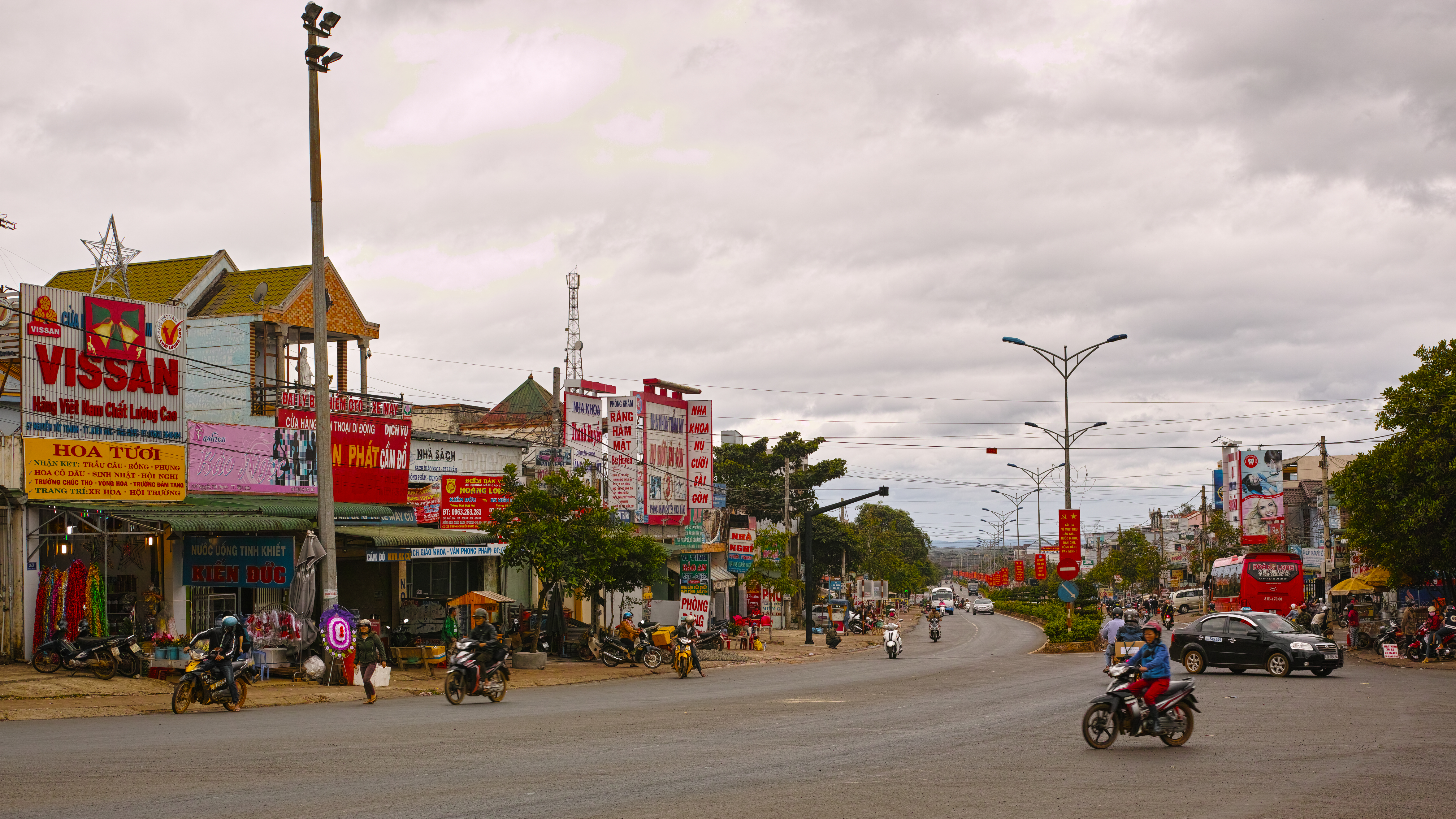
TT.Kiến Đức, Đắk Nông
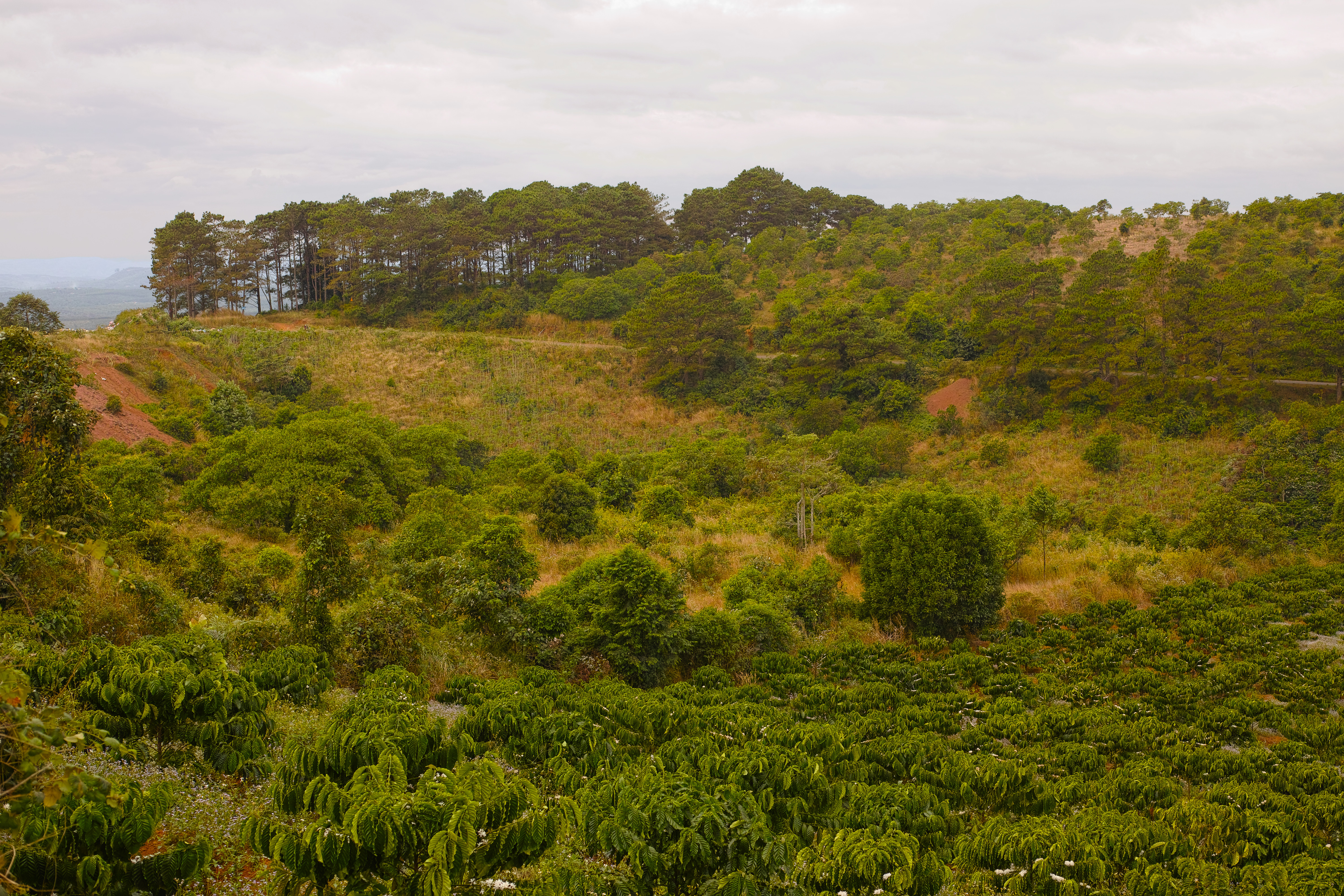
Vườn cà phê của một hộ dân huyện Đăk R'lấp
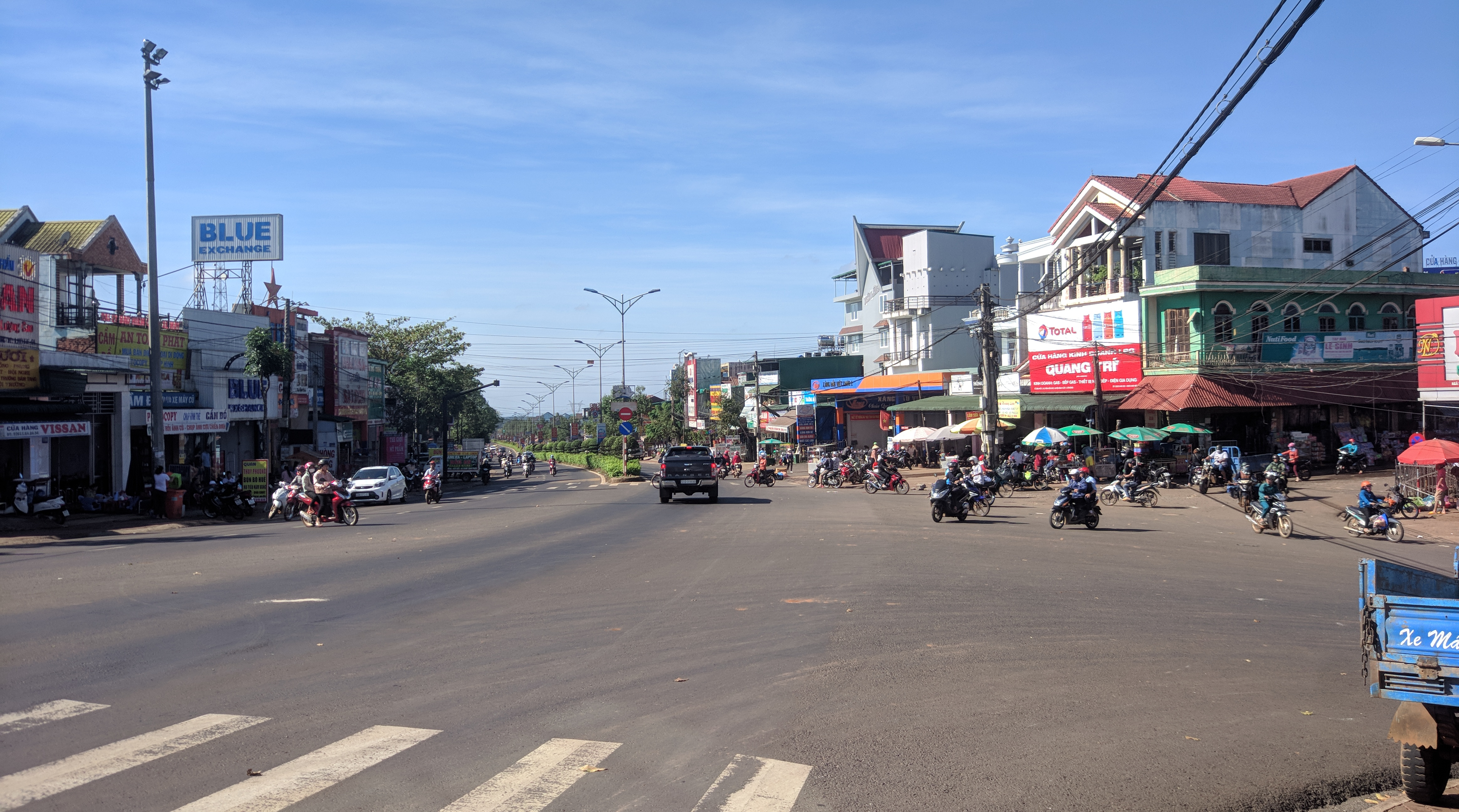
Trung tâm thị trấn Kiến Đức